# Mi pie izquierdo
Mi pie izquierdo es una película anglo-irlandesa de 1989, dirigida por Jim Sheridan y con Daniel Day-Lewis, Brenda Fricker, Ray McAnally y Fiona Shaw en los papeles principales. Basada en la autobiografía homónima de Christy Brown.
Galardonada con numerosos premios cinematográficos. La crítica valoró a la pareja protagonista como las mejores interpretaciones que habían hecho los actores.

## Argumento
Narra la inspiradora vida de Christy Brown (Daniel Day-Lewis), pintor, poeta y escritor irlandés aquejado de parálisis cerebral, en su caso triplejía, nacido en una familia pobre. Con el apoyo de su voluntariosa madre Bridget (Brenda Fricker), una profesora, y su propia tenacidad, echó por tierra todas las barreras que impedían su integración en la sociedad al aprender a usar su pie izquierdo para escribir y pintar. Gracias a su madre él pudo salir adelante con sus miedos convirtiéndose en una persona apta para la sociedad.

## Reparto
- Daniel Day-Lewis: Christy Brown
- Brenda Fricker: Bridget Brown
- Ray McAnally: Sr. Brown
- Kirsten Sheridan: Sharon Brown
- Eanna MacLiam: Benny Brown
- Alison Whelan: Sheila Brown
- Declan Croghan: Tom Brown
- Marie Conremme: Sadie Brown
- Cyril Cusack: Lord Castlewelland
- Ruth McCabe: Mary Carr
- Phelim Drew: la piedra

## Premios
- Premio Óscar 1990: al mejor actor (Daniel Day-Lewis), y a la mejor actriz secundaria (Brenda Fricker).
- Premio NYFCC 1989: al mejor actor (Daniel Day-Lewis), y a la mejor película.
- Premio NSFC 1990: al mejor actor (Daniel Day-Lewis).
- Premio LAFCA 1989: al mejor actor (Daniel Day-Lewis), y a la mejor actriz secundaria (Brenda Fricker).
- Premio Independent Spirit 1990: a la mejor película extranjera (Jim Sheridan).
- Premio BAFTA 1990: al mejor actor (Daniel Day-Lewis), y al mejor actor secundario (Ray McAnally).
- Premio David de Donatello 1990: al mejor productor de película extranjera (Noel Pearson).
- Premio del Festival Internacional de Cine de Montreal 1989: a Daniel Day-Lewis, Brenda Fricker y Jim Sheridan.
- Premio Evening Standard British Film 1990: al mejor actor (Daniel Day-Lewis).
- Premio London Critics Circle Film 1990: al actor del año (Daniel Day-Lewis).
- Premio Guild Film Award - Plata 1991: a la mejor película extranjera (Jim Sheridan).
- Festival Premiers Plans d'Angers 1990: premio del público a Jim Sheridan.